# کوسوکه سایتو (آهنگساز)
کوسوکه سایتو (انگلیسی: Kosuke Saito؛ زادهٔ ۱۷ دسامبر ۱۹۸۳) موسیقی‌دان اهل ژاپن است.